# Sketchfab
Sketchfab是一个基于WebGL和WebXR的线上3D、VR和AR内容发布和售卖平台。其公司创始于法国巴黎，现总部位于美国纽约。2021年7月21日，它被Epic Games收购。

## 历史
公司成立于2012年6月，2013年2月获得37万欧元的天使轮投资，随后在2013年12月和2015年6月先后获得200万和700万融资。2021年7月21日，它被Epic Games收购。

## 服务
其3D查看器可在官方网页和APP上运行，但也可以嵌入其他网站，如Facebook和Twitter。
Sketchfab的社区则可以使用户浏览、评价、下载或购买3D模型。除去售卖外，用户也可以以Creative Commons版权发行其内容。